# Blacus patulus
Blacus patulus är en stekelart som beskrevs av Van Achterberg 1976. Blacus patulus ingår i släktet Blacus, och familjen bracksteklar. Inga underarter finns listade.